# Antjekathrin Graßmann
Antjekathrin Graßmann (* 27. Mai 1940 in Hildesheim) ist eine deutsche Historikerin. Sie war von 1970 bis 2005 Archivarin der Stadt Lübeck und leitete ab 1978 das Archiv der Hansestadt Lübeck.

## Leben und Wirken
Antjekathrin Graßmann machte 1959 auf der Auguste-Viktoria-Schule, damals noch ein reines Mädchengymnasium in Itzehoe, ihr Abitur. Danach studierte sie Geschichte und Latein an den Universitäten Göttingen, Freiburg im Breisgau und Bonn. Sie legte 1966 das Erste Staatsexamen für das Lehramt an Höheren Schulen ab. Im Jahr 1968 wurde sie in Bonn über ein reformationsgeschichtliches Thema promoviert. Graßmann begann 1968 das Referendariat am Staatsarchiv Detmold und der Archivschule Marburg.
Nach dem Staatsexamen 1970 trat sie in den Dienst der Stadt Lübeck ein und wurde 1978 als Nachfolgerin von Olof Ahlers Archivdirektorin. In ihre Amtszeit fällt die Rückgabe der im Zweiten Weltkrieg nach Mitteldeutschland ausgelagerten Lübecker Archivalien aus der DDR 1987 und den GUS-Staaten 1990. Dies machte eine Erweiterung der Magazine des Archivs im benachbarten Zeughaus erforderlich. Von Ahlers übernahm sie 1978 die Herausgeberschaft der Zeitschrift für Lübeckische Geschichte. Ihre letzte Ausgabe war Band 97 aus dem Jahr 2017. In den vierzig Bänden unter ihrer Herausgeberschaft rückte das Mittelalter allmählich in den Hintergrund und das 19. und 20. Jahrhundert wurden mit fast fünfzig Aufsätzen bevorzugtes Forschungsobjekt. Der Umfang von etwa 200 Seiten hat sich in den Jahren ihrer Herausgeberschaft fast verdoppelt. Im Jahr 2005 trat sie in den Ruhestand; zu ihrem Nachfolger wurde Jan Lokers berufen.
Als Autorin hat sie zahlreiche Veröffentlichungen verfasst und herausgegeben, von denen die 2008 bereits in 4. Auflage erschienene Lübeckische Geschichte die bekannteste ist. Das von ihr herausgegebene Neue Lübeck-Lexikon erschien 2011 in 2. Auflage.
Graßmann ist seit 1999 Honorarprofessorin an der Christian-Albrechts-Universität zu Kiel. Sie war von 1998 bis 2010 Vorsitzende des Hansischen Geschichtsvereins. Sie ist Ehrenvorsitzende des Vereins für Lübeckische Geschichte und Altertumskunde sowie seit 1993 Mitglied des Vorstandes der Possehl-Stiftung in Lübeck.

## Schriften (Auswahl)
- Hansestädte und Oldenburg (= Grundriß zur deutschen Verwaltungsgeschichte 1815–1945, Teil 17, Reihe B). Johann-Gottfried-Herder Institut, Marburg 1978, ISBN 3-87969-142-8.
- Preußen und Habsburg im 16. Jahrhundert (= Studien zur Geschichte Preußens, Bd. 15). Grote, Köln 1968 (zugleich: Dissertation, Universität Bonn).
- Das Archiv der Hansestadt Lübeck. Amt für Kultur, Lübeck 1981.
- (zus. mit Gerhard Meyer): Kleiner Führer durch die Lübeck-Literatur. 2. Aufl. Schmidt-Römhild, Lübeck 1987, ISBN 3-7950-3400-0.
- Niedergang oder Übergang? Zur Spätzeit der Hanse im 16. und 17. Jahrhundert (= Quellen und Darstellungen zur hansischen Geschichte, N.F., Bd. 44). Böhlau, Köln 1998, ISBN 3-412-10297-0.
- (als Hrsg.): Ausklang und Nachklang der Hanse im 19. und 20. Jahrhundert (= Hansische Studien, Bd. 12). Porta-Alba-Verlag, Trier 2001, ISBN 3-933701-02-3.
- (als Mitautorin): 425 Jahre Schmidt-Römhild. Deutschlands ältestes Verlags- und Druckhaus. Schmidt-Römhild, Lübeck 2004, ISBN 3-7950-7006-6.
- (als Hrsg.): Beständeübersicht des Archivs der Hansestadt Lübeck. 2. Aufl. Schmidt-Römhild, Lübeck 2005, ISBN 3-7950-0479-9.
- (als Hrsg.): Das Hansische Kontor zu Bergen und die Lübecker Bergenfahrer. Schmidt-Römhild, Lübeck 2005, ISBN 978-3-7950-0480-4.
- (als Hrsg.): Lübeckische Geschichte. 4. Aufl. Schmidt-Römhild, Lübeck 2008, ISBN 978-3-7950-1280-9.
- (als Hrsg.): Der Kaufmann und der liebe Gott. Zu Kommerz und Kirche in Mittelalter und Früher Neuzeit (= Hansische Studien, Bd. 18). Porta-Alba-Verlag, Trier 2009, ISBN 3-933701-34-1.
- (als Hrsg.): Das neue Lübeck-Lexikon. Die Hansestadt von A bis Z. 2. Aufl. Schmidt-Römhild, Lübeck 2011, ISBN 3-7950-7779-6.